# Dolmen de Menga

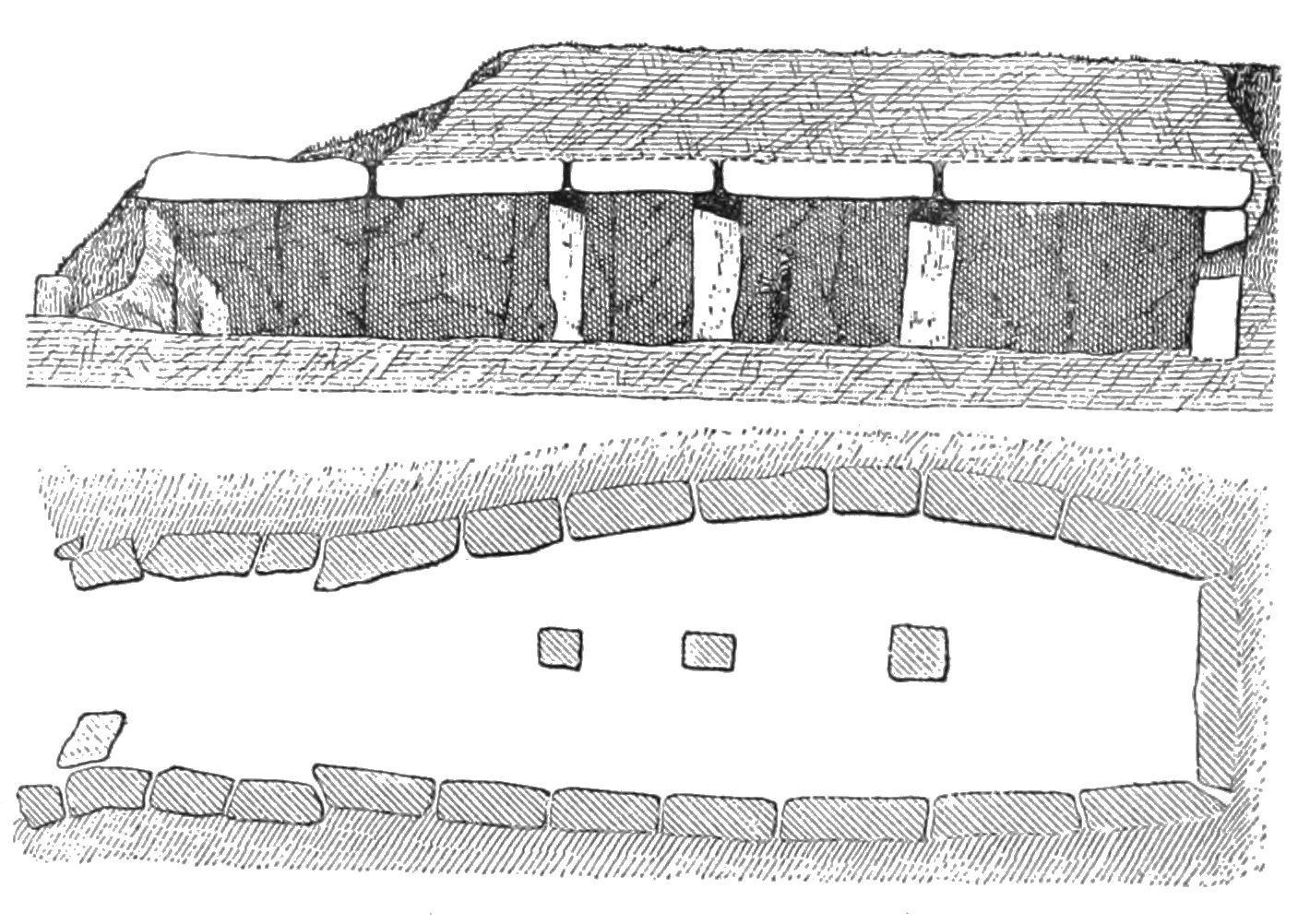
Secció transversal i longitudinal del dolmen de Menga

El dolmen de Menga és un dolmen situat en la localitat malaguenya d'Antequera, a 70 metres del dolmen de Viera i a 4 quilòmetres del dolmen d'El Romeral, en un conjunt megalític de gran importància a nivell mundial.

## Descripció
Es tracta d'un dolmen de galeria coberta i planta quasi rectangular. La zona considerada cambra sepulcral, al fons, està formada per set ortòstats a cada costat i un més al fons. El conjunt està cobert per cinc enormes teules que fan de sostre, una de les quals fa 6 metres de longitud per 7 de costat i un pes aproximat de 180 tones. Per sostenir el pes de les teules cobertores, hi ha 3 pilars de secció quadrada centrals. La construcció té una longitud d'uns 27 metres, una amplada de fins a 6 metres i una alçària de 2,7 metres a l'entrada, fins als 3,5 metres al punt més alt. A la cambra, s'ha desenterrat un pou excavat en el gres de més de 19 metres de fondària i 1,5 metres de diàmetre. Com els altres dos monuments megalítics propers, està cobert per un túmul i en una orientació que forma una línia recta amb la peña de los Enamorados, una singular muntanya propera que té forma de rostre humà.

## Història
Als voltants del dolmen, s'han identificat assentaments dels períodes Neolític i de l'edat del coure (períodes d'apogeu del megalitisme), d'entre 5000 i 2200 anys abans de l'era actual. Es desconeixen els detalls de qui, quan, com i per què el van construir.
Al llarg dels segles, el dolmen ha estat reutilitzat per diferents comunitats i activitats, com ho demostren els petròglifs de les parets, o les restes humanes datades del primer mil·lenni.
Al segle xix es redescobreix el conjunt megalític. El 1847, Rafael Mitjana va publicar Memoria sobre el templo druida hallado en las cercanías de la ciudad de Antequera. A partir d'aquesta publicació, se succeeixen les investigacions i es descobreixen noves restes megalítiques. L'1 de juny de 1886, la cova de Menga es va declarar Monument Nacional.
En l'actualitat, el dolmen de Menga es pot visitar de manera gratuïta de dimarts a diumenge en horari diürn, i de manera virtual en qualsevol moment.

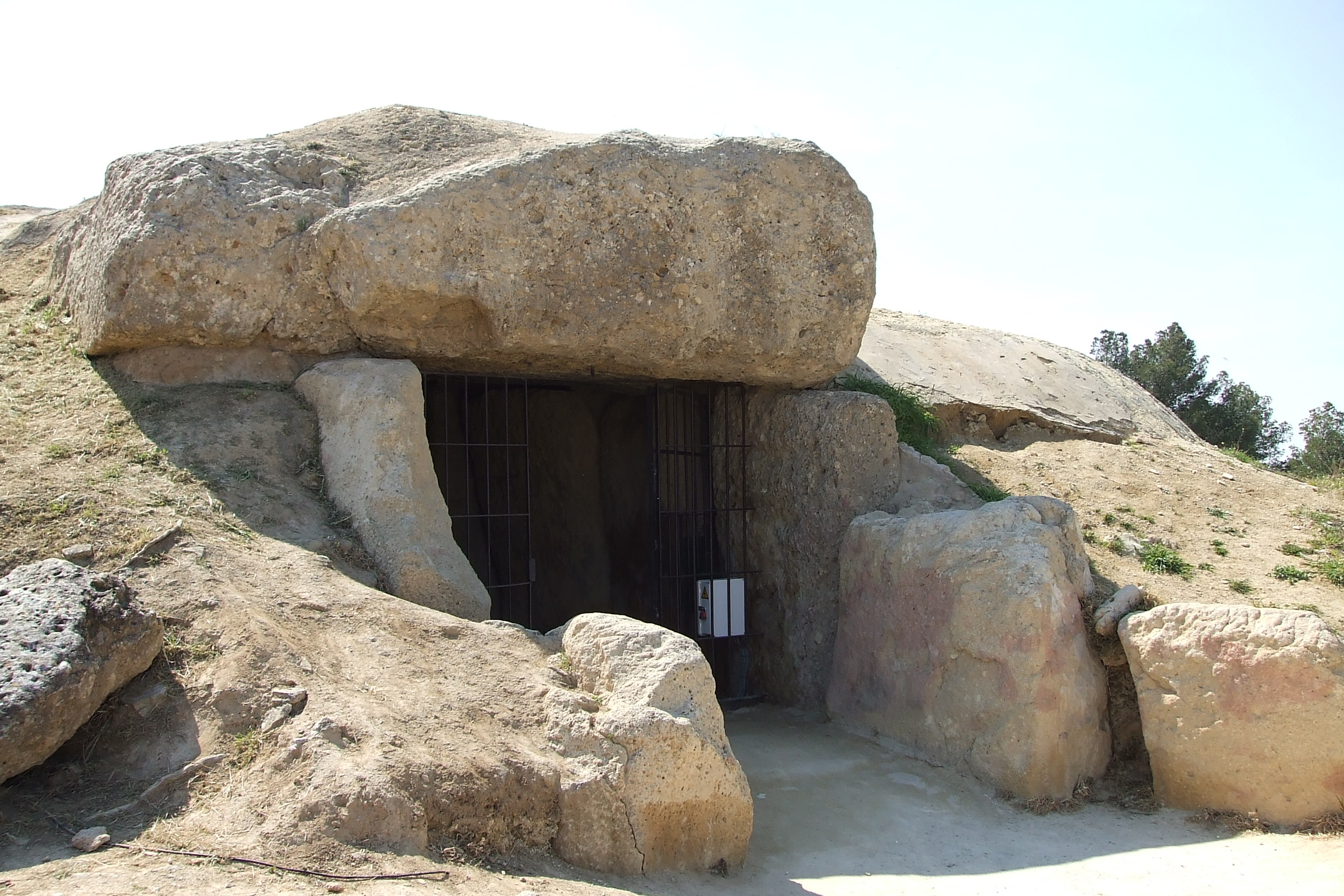
Entrada
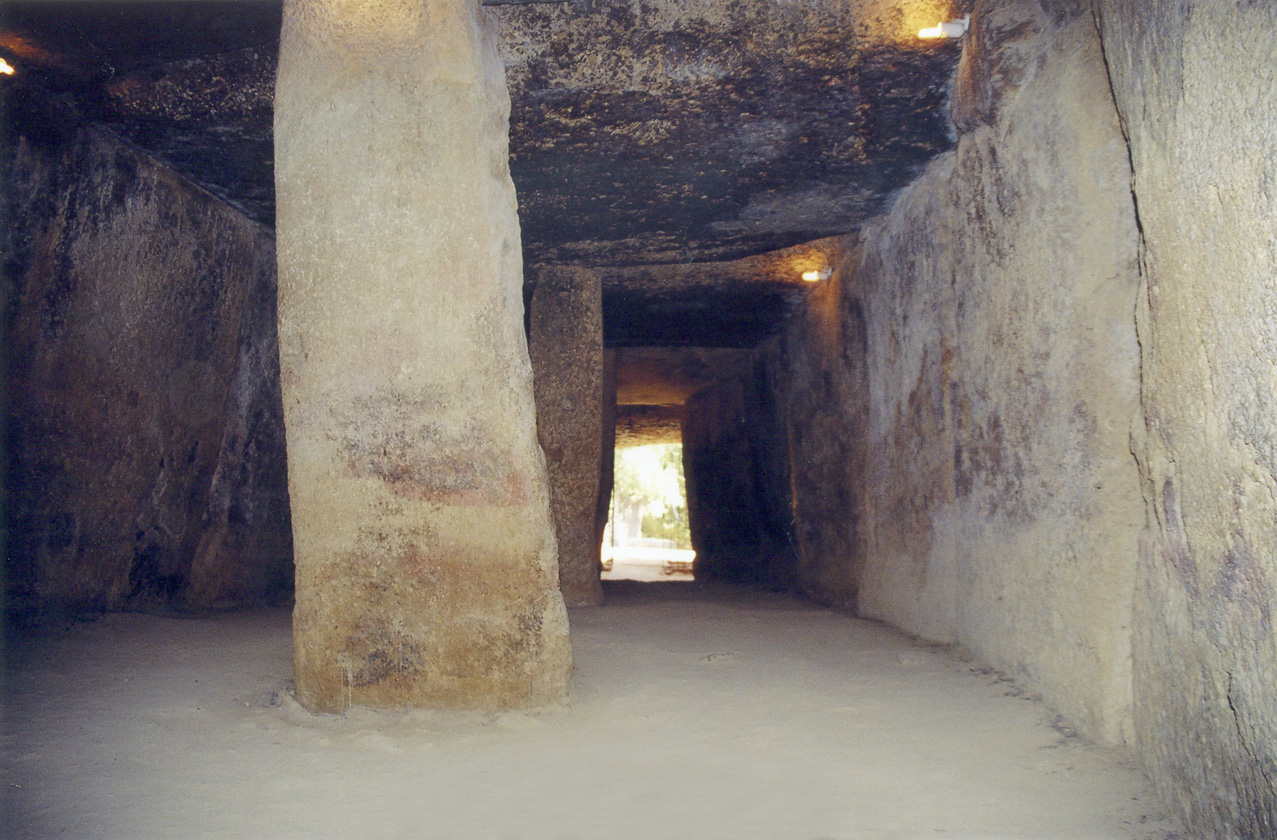
Interior amb vistes a l'entrada
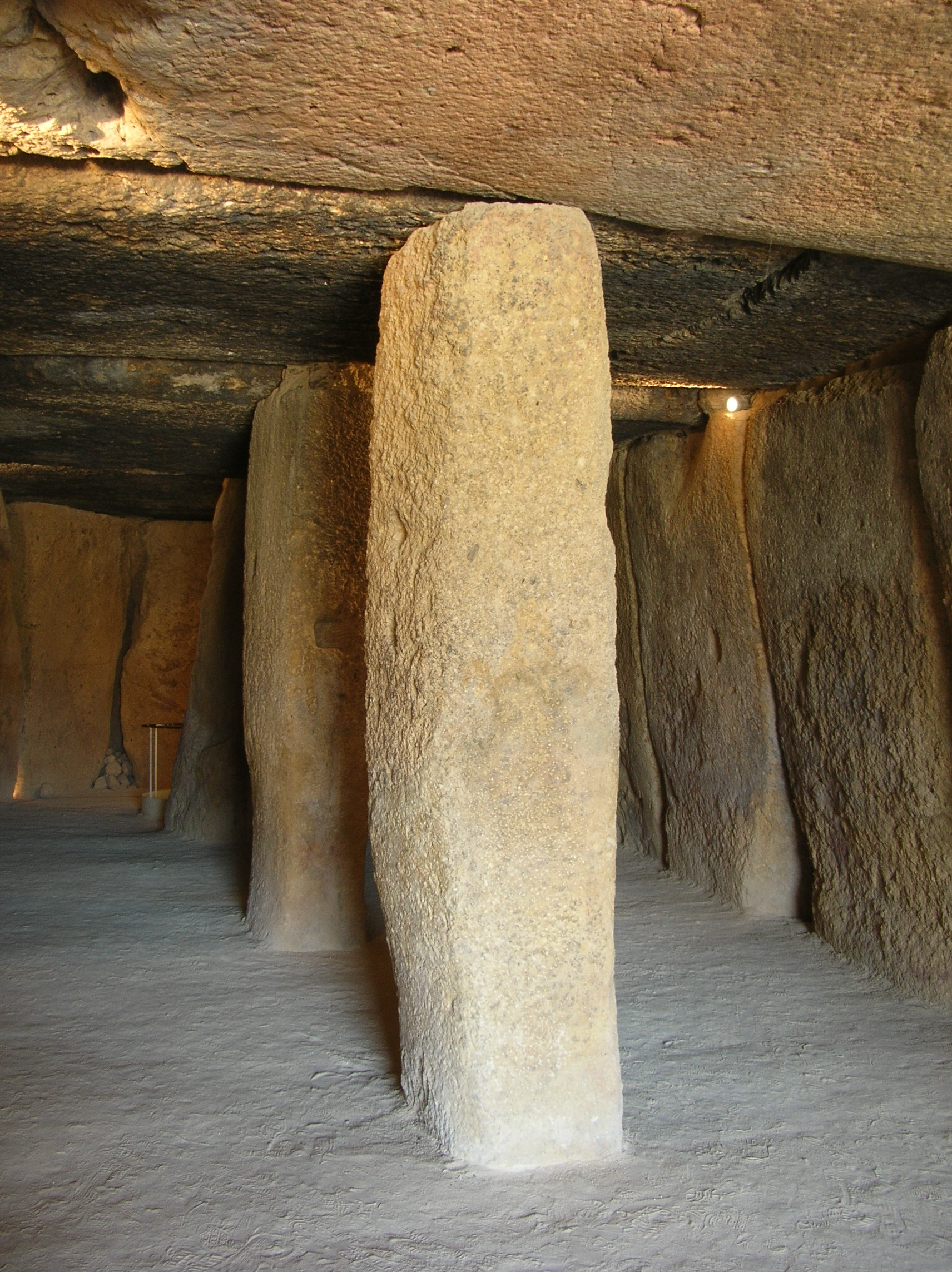
Interior
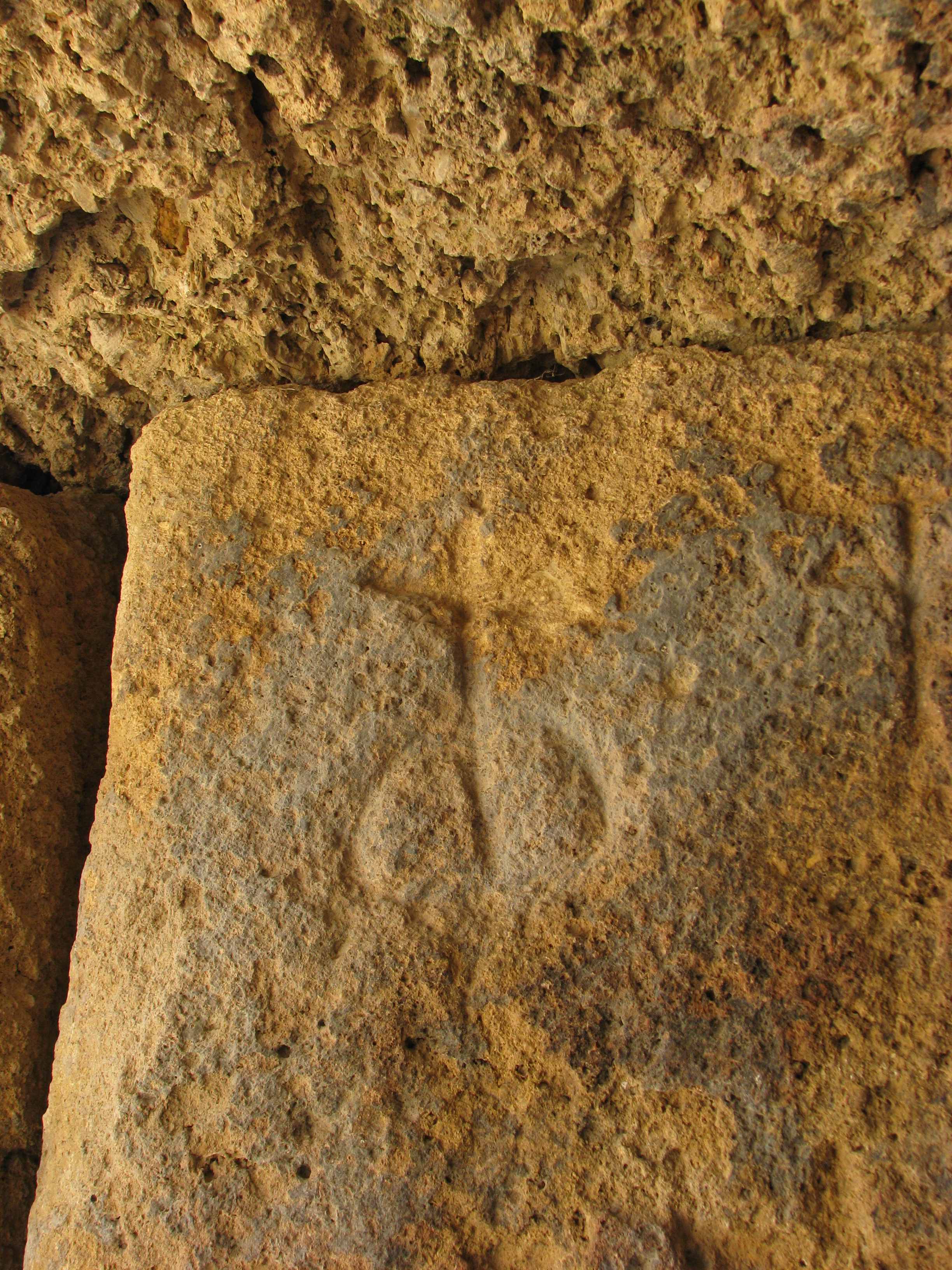
Petròglif en un dels ortostats